# Новий Пільчин
Новий Пільчин (пол. Nowy Pilczyn) — село в Польщі, у гміні Ласкажев Ґарволінського повіту Мазовецького воєводства.
Населення — 287 осіб (2011).
У 1975-1998 роках село належало до Седлецького воєводства.

## Демографія
Демографічна структура станом на 31 березня 2011 року:
|          | Загалом | Допрацездатний вік | Працездатний вік | Постпрацездатний вік |
| -------- | ------- | ------------------ | ---------------- | -------------------- |
| Чоловіки | 138     | 22                 | 107              | 9                    |
| Жінки    | 149     | 36                 | 84               | 29                   |
| Разом    | 287     | 58                 | 191              | 38                   |